# 東福克鎮區 (北卡羅萊納州海伍德縣)
東福克鎮區（英語：East Fork Township）是位於美國北卡羅萊納州海伍德縣的一個鎮區。

## 地方資料
東福克鎮區的面積為126.13平方千米，皆為陸地。根據2020年美國人口普查的數據，當地共有人口1282人，而人口密度為每平方千米10.16人。